# Tachybaptus rufolavatus
Il tuffetto del Delacour (Tachybaptus rufolavatus Delacour, 1932) è un uccello appartenente alla famiglia Podicipedidae. Originariamente presente nel Lago Alaotra, è stato dichiarato estinto nel 2010, dopo 25 anni dall'ultimo avvistamento.
L'unica immagine rappresentante l'animale è una fotografia scattata da Paul Thompson nel 1985.
La specie è diminuita nel corso del 20 ° secolo, principalmente a causa della distruzione dell'habitat, del groviglio di reti da imbrocco monofilamento e della predazione da parte della "Channa maculata". Inoltre, i pochi uccelli rimasti si ibridizzarono sempre più con piccoli svassi; Poiché la specie differiva in diversi aspetti chiave, gli uccelli ibridi possono aver sofferto di ridotta forma fisica, a scapito del pool genetico di rufolavatus.
L'ultimo avvistamento (che potrebbe essere stato un ibrido con il piccolo svasso) è stato nel 1985 e la specie è stata dichiarata estinta nel 2010. Sebbene alcune specie siano state classificate come estinte e in seguito siano state trovate ancora esistenti, Leon Bennun, il direttore dell'organizzazione per la conservazione BirdLife International, ha dichiarato che "nessuna speranza rimane per questa specie" e incolpa le "conseguenze impreviste" dell'azione umana. 
Questa estinzione portò il numero di estinzioni di uccelli confermate dal 1600 d.C. a 162. La precedente dichiarazione di una specie di uccello estinta fu quella del piccione di Liverpool (Caloenas maculata) nel 2008. Tuttavia, questo era più un problema di riconoscimento in quanto tale specie fu registrata l'ultima volta alla fine del XVIII o all'inizio del XIX secolo.